# 1927 aux États-Unis
Pour des articles plus généraux, voir Chronologie des États-Unis et 1927.
Chronologie des États-Unis
- 1923
- 1924
- 1925
- 1926
- 1927
- 1928
- 1929
- 1930
- 1931

Cette page concerne des événements d'actualité qui se sont produits durant l'année 1927 du calendrier grégorien aux États-Unis.

## Gouvernement
- Président : Calvin Coolidge
- Vice-président : Charles G. Dawes
- Chambre des représentants - Président

## Événements
- 7 janvier : Le premier service de téléphonie par onde radio entre Londres et New York est ouvert au public[1].
- 17 février[2] : Le Congrès des États-Unis vote les McNary-Haugen Bill, projets prévoyant la création d'un organisme fédéral chargé de racheter les excédents de six produits agricoles pour maintenir les cours. Ils sont rejetés par deux fois par le président (25 février 1927 et 23 mai 1928).
- 5 mars: départ de 1000 Marines conduit par le général  Smedley Butler en Chine pour protéger les intérêts américains. Ils sont à Shanghai le 25[3].
- 14 mars : Création de la compagnie aérienne Pan American Airways.
- 7 avril : La compagnie Bell Telephone transmet des images et des sons de Washington à New York.
- 22 avril-7 mai : Grande crue du Mississippi.
- 2 mai : Adoption du drapeau de l'Alaska
- 18 mai : L'attentat de Bath Consolidated School fait 45 morts dans une petite ville du Michigan. Il est perpétré par le trésorier de l'école.
- 20-21 mai : Charles Lindbergh traverse l'océan Atlantique en solitaire à bord du Spirit of Saint Louis.
- 28 juin : Un équipage américain relie San Francisco et Honolulu sans escale sur un « Fokker F VII 3m » : 3 890 km en 25 heures et 49 minutes.
- 23 août : Exécution de Sacco et Vanzetti, condamnés en 1921, malgré la campagne de protestation.
- Août : Début du Boom boursier aux États-Unis. L'abaissement du taux d'escompte de 4 à 3,5 % et les achats concertés de certaines actions déclenchent une vague de hausses.

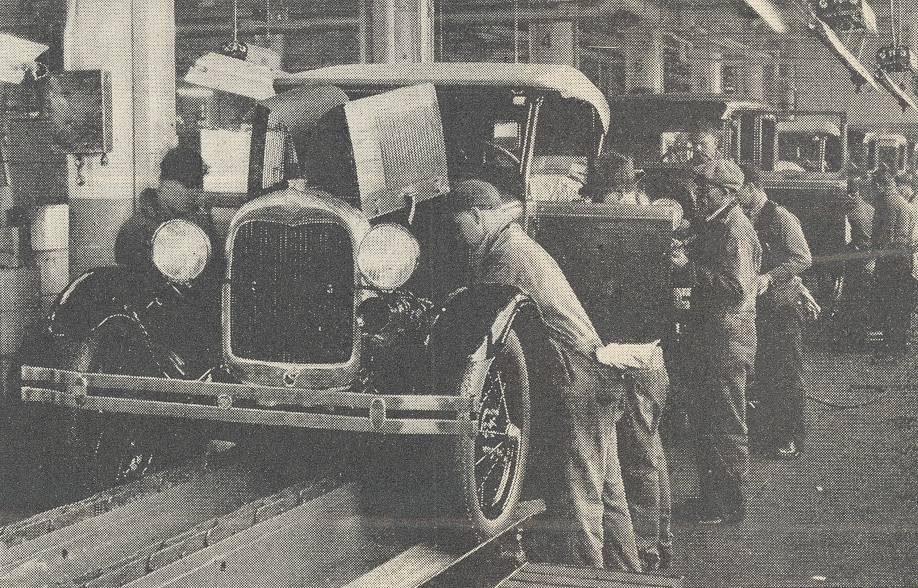
20 octobre : lancement de la Ford A. Une ligne d'assemblage des usines Ford, article publié le 7 janvier 1928

- 20 octobre : Ford Motor Company lance le modèle A et enregistre 50 000 commandes.
- Deux millions de chômeurs aux États-Unis.
- À la fin de l'année, les recettes budgétaires atteignent 4,0 milliards de dollars, grâce à la croissance. Les dépenses fédérales se maintiennent à 2,9 milliards de dollars. Excédent de 1,1 milliard.
- Seuls 2 % des contribuables sont soumis à  l'impôt fédéral sur le revenu (5 % en 1918).

## Naissances en 1927
- x

## Décès en 1927
- x